# Острівець Партеґора (Анджера)

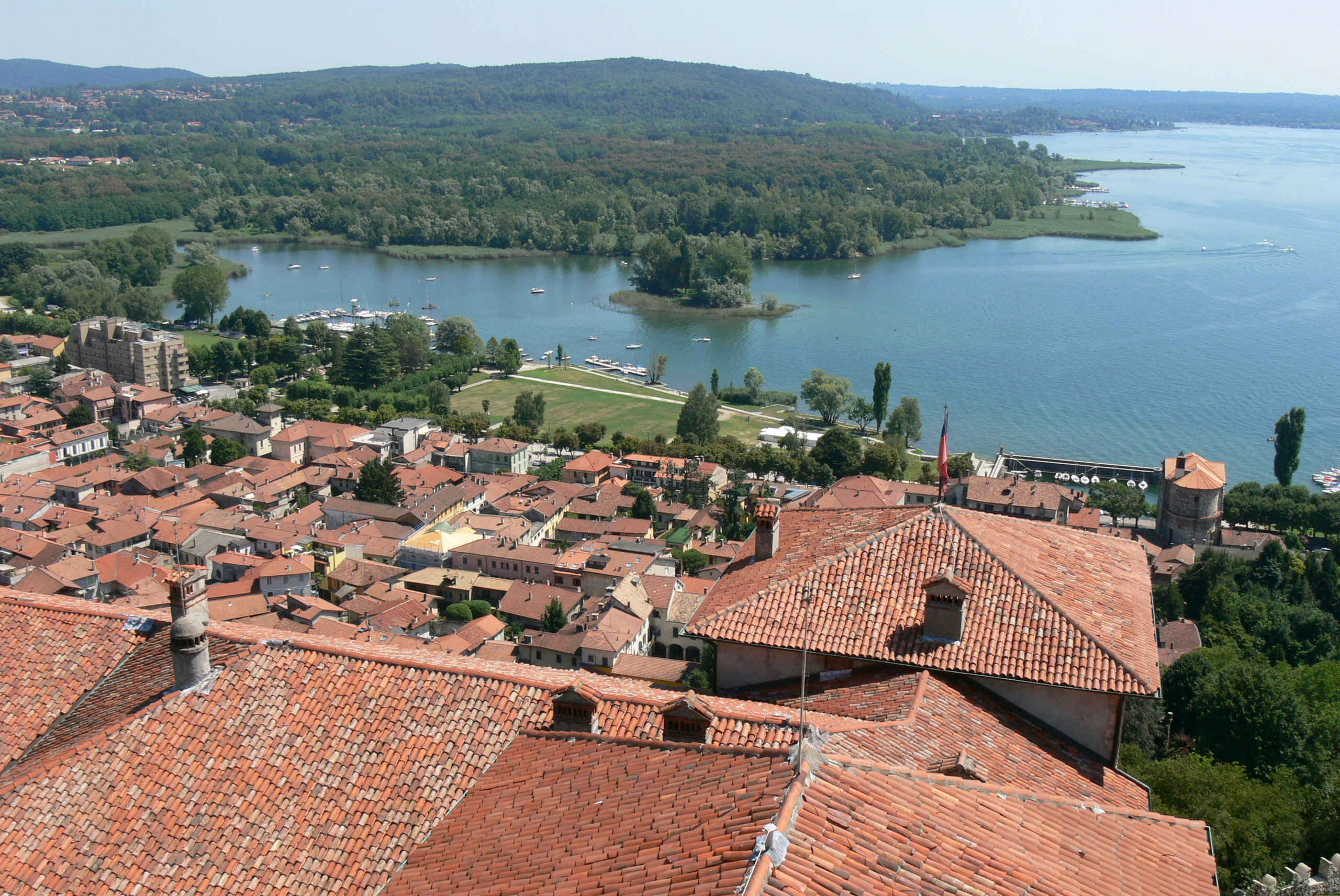
Rocca di Angera — Blick zum See 2

Острівець Партеґора (з іт. Isolino Partegora ; місцева назва Isulin) розташований в центрі затоки Анджери на озері Маджоре, Ломбардія, Італія. Берег порослий очеретом, на південній частині острова є піщаний пляж. Розміри острівця близько 96 м на 36 м, площа 3500 кв.м. На відстані 10 м на захід від острова знаходиться занурений Sass margunin (margunée).
Кажуть, що святі Giuglio (Giulio di Orta) і Giuliano зупинялись на острові. Також вважається, що Partegora — місце мучеництва Arialdo Alciato, міланського диякона і патаринця, який був убитий в 1076 році за намовою архієпископа Guido da Velate.
У 1776 році Алессандро Вольта виявив тут болотний газ (метан), гостюючи в Анджері в сім'ї Castiglioni.